# إس-500
إس-500 (الروسية: самодержец) وتلفظ: ساماديرجيتس، وتعني المستبد؛ منظومة صواريخ دفاع جوي، أرض-جو إس-500) روسية الصنع خاضعة للتطوير من قِبل شركة ألماز أنتي وهي أيضًا معروفة باسم "55R6M".

## نظرة عامة
إس-500 هي جيل جديد من أرض-جو، وهي مخصصة لاعتراض الصورايخ البالستية عابرة القارات، ونظام الإنذار المبكر والتحكم، وضد الطائرات المشوشة للرادار. هذه المنظومة هي إصدار محسن أو محدث من فئة إس-400 تريومف ذات المدى 600كم. ففئة إس-500 قادرة على استهداف 10 صورايخ بالستية ذات سرعة 7 كم/ث، وهي قادرة اكتشاف الهدف من مدى 800-900 كم.

## التطوير
في عام 2009 كانت منظومة الـ«إس-500» في مرحلة التصميم على يد شركة ألماز أنتي، وكان من المخطط أن ينتهي التصميم بحلول عام 2012. بحلول عام 2011 تم الإعلان أنه سيتم البدء بإنتاج الـ«إس-500» في عام 2014. عام 2013 تم كشف النقاب عن نموذج للسلاح في موسكو وعلى أن السلاح يعمل بشكل ممتاز.